# Henryk Jerzy Salwe
Hersz  ou  Gersz ou George Salwe (en polonais : Henryk Jerzy Salwe ; en russe : Георг Хенрик Сальве : Georg Henrik Salwe,) est un maître d'échecs polonais né le 12 décembre 1862 à Varsovie et mort le 5 novembre 1920 à Łódź.

## Biographie
Fils de Szlama Zalman, Salwe est né dans une famille juive à Varsovie (alors Empire russe). 
Riche industriel, Salwe acquit la connaissance des échecs très tôt mais ne commence à jouer aux échecs qu'à l'âge de 20 ans environ, dans les cafés de Varsovie. 
D'abord, il ne jouait qu'à l'occasion, mais il se prit d'une grande passion pour le jeu après s'être installé à Łódź, le Manchester polonais, en 1894, au point d'être considéré dans sa quarantaine comme un des principaux maîtres polonais. 

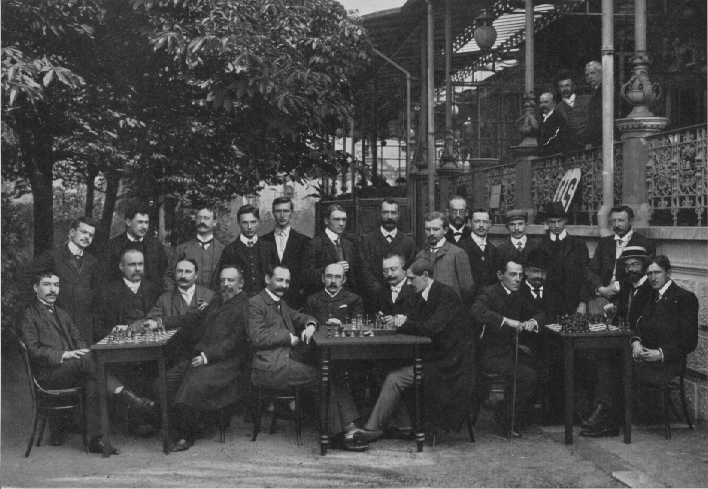
Tournoi d'échecs de Karlsbad de 1907 : (assis) Rubinstein, Marco, Fähndrich, Tschigorin, Schlechter, Hofter, Tietz, Maróczy, Janowski, Dr. Neustadtl, Drobny, Marshall, (debout) Niemzowitsch, Wolf, Mieses, Cohn, Johner, Leonhardt, Salwe, Vidmar, Berger, Spielmann, Dus-Chotimirski, Tartakower,Dr. Olland.

Pour la première fois en 1897 au tournoi de Łódź il fut second, et premier en 1898. À cette époque, il se consacra également  à l'organisation de tournois d'échecs et contribua à la création du club d'échecs de Łódź en 1903. Deux ans plus tôt, Akiba Rubinstein était aussi venu à Łódź, où il avait trouvé en Salwe un partenaire de jeu et un protecteur. En 1903, tous les deux jouèrent un match indécis : 7-7 (5 = 4-5), en 1904 il perdit de justesse 5-6 (+3=4-4). Au total, de 1903 à 1913, les deux principaux joueurs polonais disputèrent l'un contre l'autre plus de 80 parties (+13=32-36 du point de vue de Salwe). 
En 1905 Salwe connut le point culminant de sa carrière échiquéenne en remportant le championnat panrusse de la Russie tsariste à Saint-Pétersbourg. Mikhaïl Tchigorine, qui après quatre tours s'était retiré du tournoi, défia Salwe en 1906 à Łódź pour une rencontre comptant pour le championnat de Russie. Devant celui qui avait été deux fois vice-champion du monde, Salwe succomba mais très honorablement par 7-8 (+5=4-6). 
Jusqu'en 1912, il participa à différents tournois internationaux, entre autres : il fut deuxième en 1908 à Düsseldorf (8-9), à Saint-Pétersbourg en 1909 (7-9) et à Prague en 1908. Il fut cinquième à Vilnius en 1909. Salwe disputa des rencontres contre les différents grands joueurs de son temps ; en 1905 il vainquit Jacques Mieses à Łódź  par 2-1 (+2=0-1) ; en 1910, il s'inclina devant Oldřich Duras à Łódź  par 1-3 (+0=2-2) ; en 1912, il perdit contre Efim Bogolioubov par 4-6 (+3=2-5), toujours à Łódź. 
Entre 1913 et 1914, il publia avec M. Krysek à Łódź la Ershte Jiddishe shakh-zeitung en yiddish.
Le meilleur classement Elo estimé a posteriori de Salwe fut 2644 et il l'atteignit en 1910 ; à cette époque, il était treizième joueur mondial.
Salwe fut le rédacteur en chef du journal d'échecs en yiddish Erste Yidishe Shahtsaytung (Premier journal d'échecs juif) (Łódź 1913-1914), qu'il publia avec M. Krysek à Łódź mais la Première guerre mondiale provoqua sa fermeture. 
Salwe tomba plus tard malade d'une pneumonie et mourut dans la petite chambre de la bonne d'Anatolye Karakusenkow qui s'occupa de lui les derniers mois de sa vie.
Salwe fut enterré dans le cimetière juif de Łódź, dans la rue Bracka (côté gauche, section N, tombe n° 1).